# 馬特諾音波琴

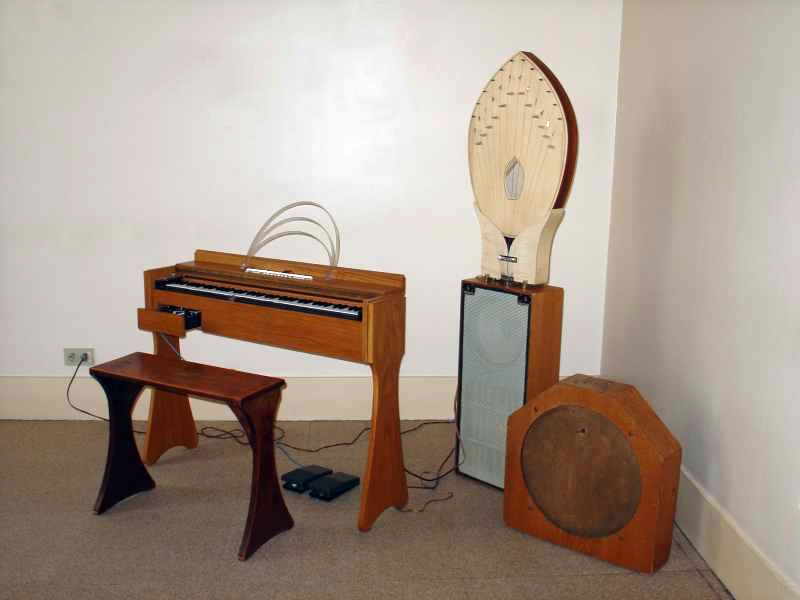
1975年製造的馬特諾琴，配以三種不同類型的揚聲器。

馬特諾音波琴（法語：Ondes Martenot），亦稱為「馬特諾電子琴」或「馬特諾琴」，是20世紀初所發明的一種電子鍵盤樂器。由法國人莫里斯·馬特諾於1928年所發明，並隨即申請其名稱及樂器的專利。

## 起源

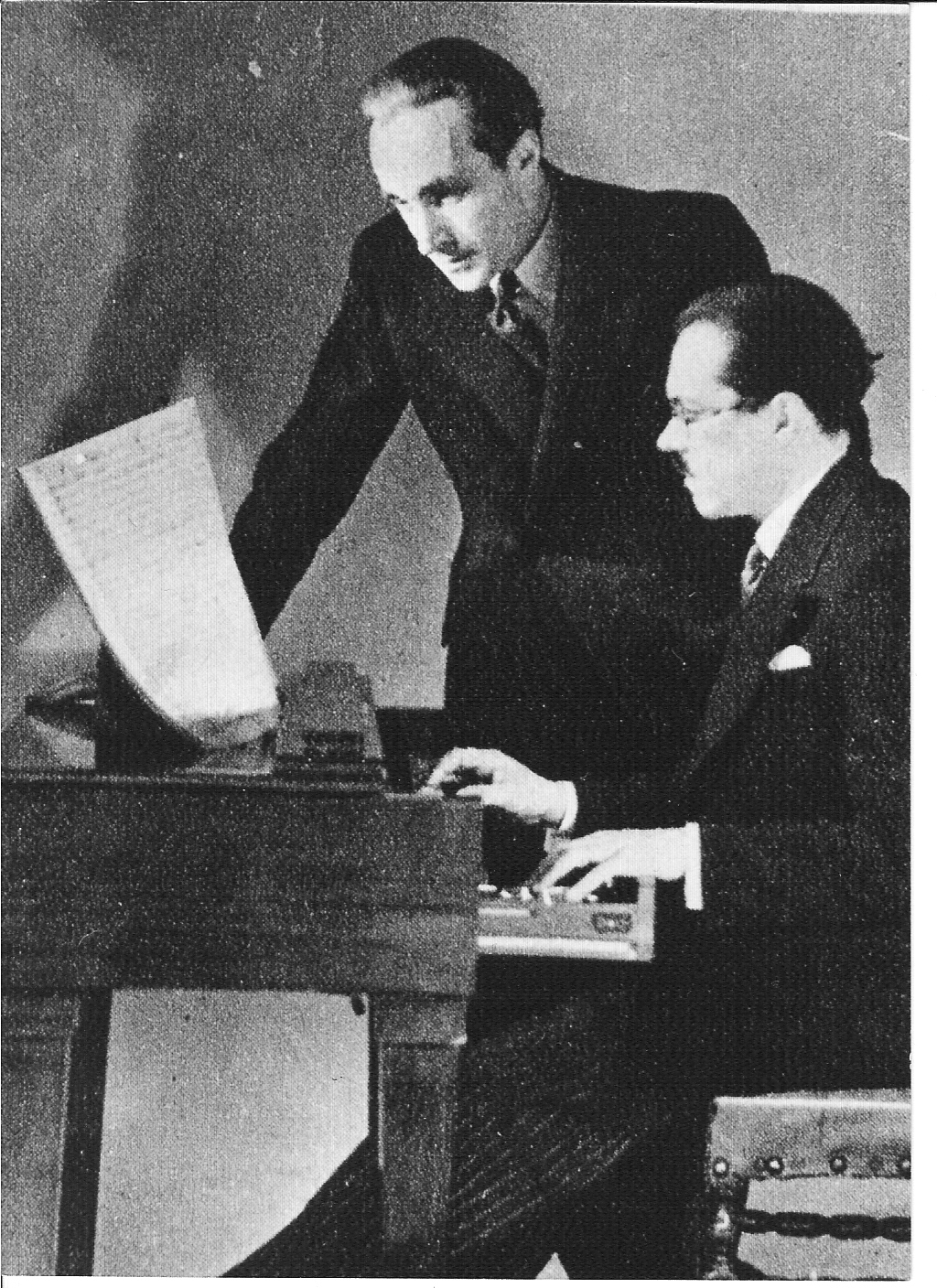
莫里斯·馬諾特（彈琴者）與作曲家皮耶·維隆納合照，照片拍攝於1936年。

當各式各樣的電器於19世紀開始陸續出現時，人們亦開始思考電力是否都能應用在音樂和樂器上。踏入20世紀，世界上第一種電子樂器－特雷門琴於1920年出現了。特雷門琴利用天線所產生的頻率，以及演奏者利用雙手去改變頻率的振動和振幅，並以接收器、放大器和揚聲器把頻率轉化為不同的音頻，從而令聽眾聽到不同的音高。
馬特諾琴和特雷門琴有一些共通之處，都是並非利用樂器本體所產生的共振而發出聲音，而是運用電流去產生不同的頻率，再經過放大和揚聲器轉化成音波而發聲，大抵原理是相同的。而“Ondes”一字，在法語中就是解作「波」（wave），所以應用在馬特諾琴上﹐所指的便是「聲波」了。
相比特雷門琴，馬特諾琴利用傳統鍵盤樂器上的琴鍵去控制不同的音高以保持音高的穩定性，而琴鍵又接駁至不同大小的真空管，再透過鍵盤部份左邊的一個小抽屜，內裏設有改變波形的按鈕，令樂器能產生不同音色的音頻。
馬特諾琴經過多次的改良，1970年代起的第七代馬特諾琴以集成電路板代替真空管，同時按鈕部份亦增強了功能。1988年最後一批的馬特諾琴製造後便宣佈停產。1998年，有人嘗試在馬特諾琴的基礎上再加以改良，並將改良後的樂器取名為「安迪亞琴」（Ondéa）－改名的原因是名稱專利期未過。

## 配置
一套完整的馬特諾琴包含兩個主要部份：
- 琴身：

內設有六個八度的琴鍵（法語：au clavier），一個拉環（法語：au ruban）及置於小抽屜內的控制台（法語：tiroir）。
- 揚聲器（法語：diffuseurs）：

共有四組，可透過控制台的按鍵去決定一個或多個揚聲器同時發聲。

### 琴鍵

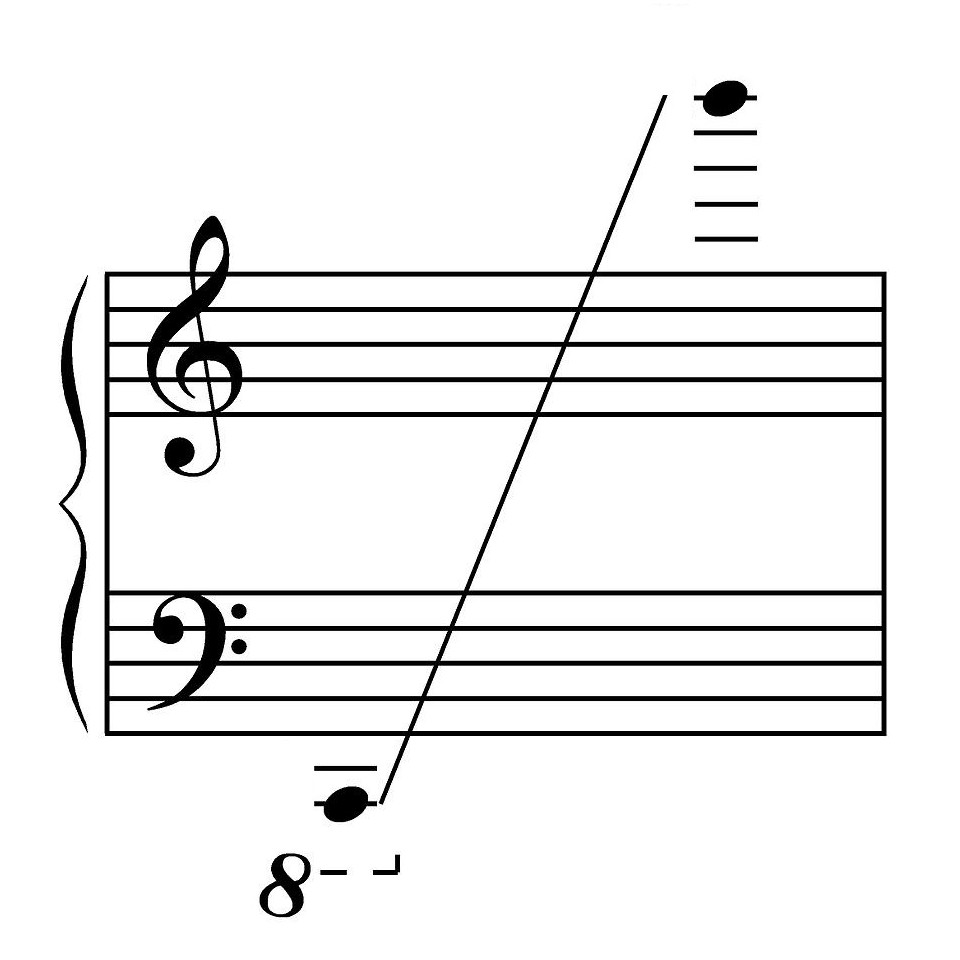
馬特諾琴的記譜音高

馬諾特琴的琴鍵共有72鍵，譜示音域為C1至B6。但是，利用小抽屜內的不同旳按鈕或組合，可以令實際音高可以去到C#9或比C0再低4個半音（即A♭-1）。
馬諾特琴使用一般鍵盤樂器的高低音雙行譜，採取實音記譜法－雖然按鈕的運用能令音高有所改變，但卻並不影響按鍵的位置。

### 揚聲器

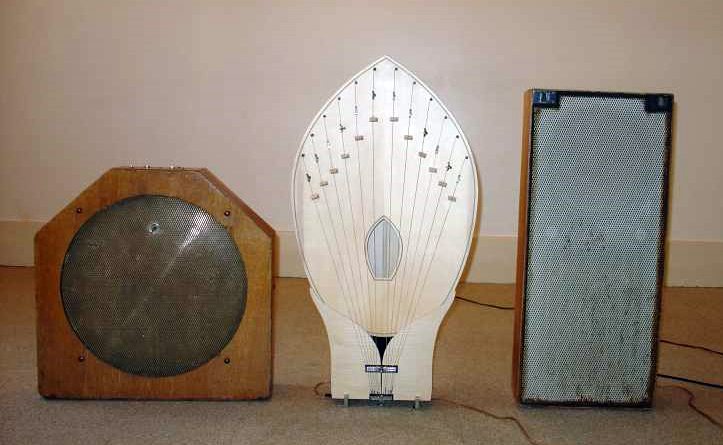
其中三款揚聲器，從左至右為：金屬（D3）、棕櫚（D4）及主要（D1）

在馬特諾琴中，最終的音色結果會透過不同揚聲器去輸出。各款揚聲器以D1、D2、D3和D4代表。
| D1 主要（Principal）  | 傳統式的揚音器，長方形音箱。 |
| D2 共鳴（Résonance）  | 主要在揚聲器內加入了彈簧，用以加長迴音以、拖延和營造機械化的音質，長方形音箱。 |
| D3 金屬（Métallique） | 直角六邊形音箱，揚聲器原本的共鳴膜改以金屬製的小鑼，發出的音色充滿異國特色、並且夾雜著多重泛音共振，感覺空洞而混渾。                                                                                        |
| D4 棕櫚（Palme）      | 音箱呈葉子或古代七絃琴形狀，在掦音器的馬達上配置了12組各2條的金屬絃線，並按八度內的十二個半音調絃。音箱上部份設計如絃樂器的共鳴箱，既用以放大音量，同時靠聲波震動絃線而產生共振泛音，並製造出絃樂器的音色。 |

## 馬特諾琴的作品
自馬特諾琴的出現，它很快便被廣泛用於正統音樂、電影配樂及流行音樂上。在正統音樂上，最為人所熟識的，應該是梅湘。其中他為鋼琴、馬特諾琴和樂隊所寫成的十樂章交響作品《圖蘭加里拉交響曲》（Turangalila Symphony）是馬特諾琴的代表作；另外歌劇《亞西西的聖方濟》（Saint François d'Assise）、《三首敬神小禮儀曲》（Trois petites liturgies de la présence divine）、《美泉節慶》（Fête des Belles Eaux）等中馬特諾琴樂段也是頗為著名。

## 著名馬特諾琴演奏家
- 珍·洛麗奧（Jeanne Loriod，1928-2001），她是梅湘第二任妻子依雯·洛麗奧（Yvonne Loriod）的妹妹。
- 湯馬士·布洛（Thomas Bloch），他亦以演奏玻璃琴而馳名。
- 強尼·格林伍德（Jonny Greenwood），是英國搖滾樂團「電台司令」成員之一。

## 外部連結
- Suzanne Binet-Audet 介紹馬特諾琴（下半部份，法語）
- 馬特諾琴演奏家 Claude-Samuel Lévine 的樂器介紹網站 （页面存档备份，存于）（法語）
- Christine Ott 介紹 （页面存档备份，存于）